# Karl Friedrich August Kahnis
Karl Friedrich August Kahnis, född den 22 december 1814, död den 20 juni 1888 i Leipzig, var en tysk teolog.
Kahnis blev 1842 docent vid Berlins universitet, 1844 e. o. professor i Breslau och var 1850-85 ord. teol. professor i Leipzig. Han slöt sig 1848 till de separerade lutheranerna och blev sedan en av huvudkämparna mot unionen mellan lutheraner och reformerta. Hans skrift Die Lehre vom Abendmale vill tillvarataga det specifikt lutherska, men har av eftervärlden ansetts utveckla en teosofisk-realistisk tydning av sakramentet, vilken står i strid med luthersk lära.
I Die lutherische Dogmatik (3 delar, 1860-68; ny förkortad upplaga 1875) tar Kahnis bestämt avstånd från den så kallade repristinationsteologin, yrkar på en friare ställning till bibelordet än den gamla inspirationslärans samt på en kritiskt bearbetande utveckling av den gammallutherska läroframställningen.
Bland Kahnis övriga skrifter märks Der innere Gang des deutschen Protestantismus seit Mitte des vorigen Jahrhunderts (1854; 3:e upplagan 1874; svensk översättning 1863, 1876-77) samt Die deutsche Reformation (I, 1873; svensk översättning 1879). Som lärare utövade Kahnis - tillsammans med Luthardt och Delitzsch - ett utomordentligt stort inflytande.